# Ridolfo Capoferro
Ridolfo Capoferro (fl. XVII secolo) è stato uno schermidore italiano, maestro di scherma nella città di Siena.

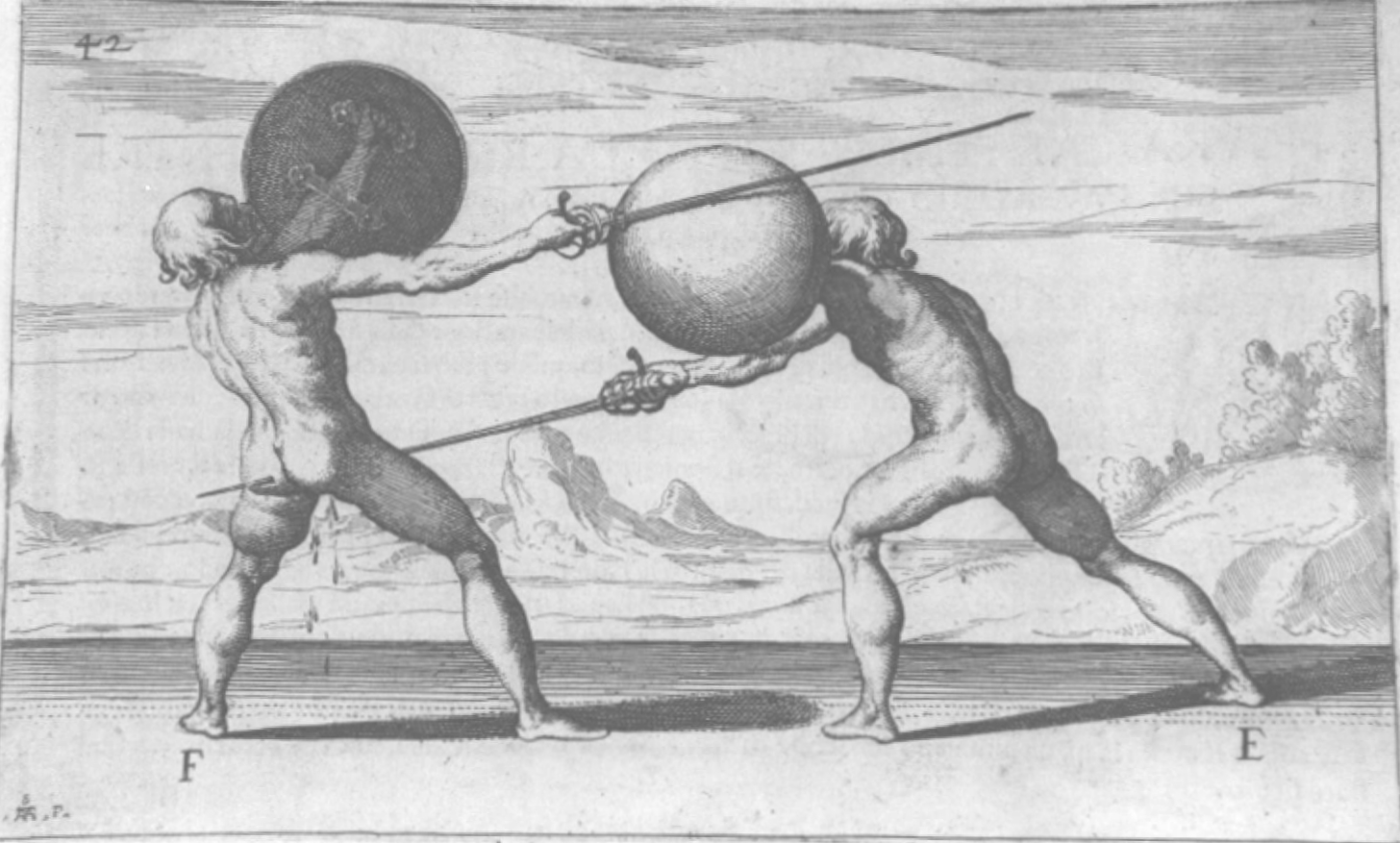
Stampa di Ridolfo Capoferro dal suo trattato del 1610

È importante esponente della Scuola italiana di scherma.
Il suo trattato è considerato il primo a trattare la scherma di spada da lato a striscia. Ridolfo Capoferro è l'autore di un trattato di scherma intitolato Gran Simulacro dell'Arte e dell'Uso della Scherma che è stato pubblicato a Siena nel 1610, nella tipografi di Salvestro Marchetti e Camillo Turi, ed è dedicato a Federico Ubaldo della Rovere.Malgrado venga considerato il primo trattatista di scherma di striscia, va osservato come circa un terzo delle tecniche incluse nel trattato faccia riferimento al taglio invece della punta, per cui l'influenza dei sistemi precedenti è ancora viva.
Molte sono le innovazioni schermistiche la cui paternità è assegnata a Capoferro, ma gli studi recenti hanno individuato come molte delle caratteristiche del suo sistema facessero già parte del bagaglio schermistico dei Maestri che lo precedettero.
Il libro, illustrato con 43 acqueforti di Raffaello Schiaminossi, tratta dopo un'ampia parte dedicata alla teoria, di spada sola e spada e pugnale, seguite da poche tecniche di spada e cappa e spada e rotella. Molte azioni, come ad esempio i giochi di mezza spada e le situazioni di gioco stretto, non compaiono nel trattato di Capoferro, ma è logico pensare che facessero comunque parte dell'insegnamento.
Il libro viene preso come riferimento per il primo schema di affondo perfetto che caratterizza la moderna scherma sportiva. Anche se tale manovra si era già delineata negli insegnamenti che lo precedettero (ad esempio in Francesco Altoni), Capoferro è il primo a descriverlo completamente con tanto di tavola illustrativa.
Il libro viene citato dalla maggior parte dei trattatisti successivi, segno della grande popolarità raggiunta, anche grazie alle pregevoli tavoli di cui è corredato. Una successiva edizione del 1629, sempre a Siena a cura di Ercole Gori, presenta scene bibliche come sfondo delle varie tavole.